# Mammata
 (juin 2014).
Mammata est un critique littéraire qui vivait dans le nord de l'Inde vers les années 1100. Son livre sur la poétique et l'esthétique, le Kavya Prakasha est son livre le plus connu.